# ضهر العين
ضهر العين هي قرية لبنانية من قرى قضاء الكورة في محافظة الشمال.